# La balada del pequeño Jo
La balada del pequeño Jo (The Ballad of Little Jo) es una película estadounidense dirigida por Maggie Greenwald, y protagonizada por Suzy Amis y Bo Hopkins. También tienen papeles importantes Heather Graham, Ian McKellen, David Chung y René Auberjonois.

## Ficha Artística
- Suzy Amis — Josephine 'Jo' Monaghan
- Bo Hopkins — Frank Badger
- Ian McKellen — Percy Corcoran
- David Chung — Tinman Wong
- Heather Graham— Mary Addie
- René Auberjonois — Streight Hollander
- Carrie Snodgress — Ruth Badger
- Anthony Heald — Henry Grey
- Melissa Leo — Beatrice Grey
- Sam Robards — Jasper Hill
- Olinda Turturro — Elvira
- Ruth Maleczech — Comerciente
- Jeffrey Andrews — Sam
- Cathy Haase — Mrs. Addie
- Peadair S. Addie Sr. — Mr. Addie
- Dennis McNiven — Mortician
- Vince O'Neil — Amos Monaghan

- Datos: Q1784664